# Boeing C-108 Flying Fortress
Boeing C-108 Flying Fortress – przebudowana do pełnienia roli samolotu transportowego wersja bombowca Boeing B-17 Flying Fortress.

## Historia
Jesienią 1943 roku, w zakładach Boeinga w Seattle, specjalnie do transportu generała Douglasa MacArthura przebudowano bombowiec B-17E o numerze seryjnym 41-2593. Tak zmodernizowana maszyna otrzymała oznaczenie XC-108. Z samolotu usunięto opancerzenie, uzbrojenie, zachowując dziobowe i tylne stanowiska strzeleckie. Zainstalowano dodatkowe okna a z tyłu dodatkowe drzwi z opuszczanymi schodami. Na pokładzie znalazło się wyposażenie do wypoczynku i pracy biurowej. XC-108 otrzymał również nazwę własną "Bataan". Kolejnym samolotem pełniącym podobną rolę, ale tym razem dla generała United States Army Air Forces Franka D. Hacketta został YC-108. Był to przebudowany B-17F-45-VE o numerze seryjnym 42-6036, który poddano podobnym przeróbkom jak samolot XC-108. W marcu 1944 roku we Wright-Patterson Air Force Base zmodernizowano kolejnego B-17E o numerze seryjnym 41-2595. Jednak tym razem modernizacja polegała na przebudowie samolotu na wersję przeznaczoną do transportu ładunków wojskowych i żołnierzy. Konwersja była częścią planu mającego za zadanie sprawdzenie przydatności zużytych samolotów bombowych do pełnienia roli maszyn transportowych. Z bombowca usunięto całe uzbrojenie, pleksiglasową osłonę dziobu zastąpiono metalowymi, odchylanymi na bok drzwiami ładunkowymi. Drzwi komory bombowej zamknięto na stałe. Usunięto przegrody kadłubowe oddzielające przedział radiooperatora od komory bombowej i części ogonowej samolotu. Sam radiooperator wraz z nawigatorem zajęli stanowiska za kabiną pilotów w miejscu, gdzie przed modernizacją znajdowała się grzbietowa wieżyczka strzelecka. W celu ułatwienia załadunku w tylnej części kadłuba wycięto duże drzwi ładunkowe. Tak przebudowana maszyna otrzymała oznaczenie XC-108A. Samolot latał nad Himalajami z Indii do Chin. Niestety dla XC-108A jego przydatność w roli samolotu transportowego okazała się niewielka i nie przebudowywano już żadnych B-17. Ostatnim B-17, na którym zamierzano przetestować jego możliwości w roli samolotu transportowego, był B-17F-90-BO o numerze seryjnym 42-30190, który zmodernizowano do pełnienia roli transportowca paliwa. Z samolotu usunięto opancerzenie i uzbrojenie, a na pokładzie zainstalowano zbiorniki paliwa. Maszyna otrzymała oznaczenie XC-108B. Samolot woził paliwo pomiędzy Indiami a Chinami, ale podobnie jak XC-108A również nie spełnił pokładanych w nim nadziei i poprzestano na wybudowaniu jednego egzemplarza.